# Flory Gate
Hilda Florence (Flory) Margaret Gate, född Keiller 26 mars 1904 i Göteborgs domkyrkoförsamling, död 5 januari 1998, var svensk lantbrukare, konstnär och fredsaktivist.

## Biografi
Flory Gate var dotter till industrimannen James Keiller Jr och Alice Lyon och växte upp i Göteborg. Hon studerade bland annat i Paris och till gravör och formgivare i Orrefors. Hon var 1929–1938 gift med glaskonstnären Simon Gate, då konstnärlig ledare på Orrefors glasbruk.
Så småningom kom Flory att bosätta sig på gården Rösås i Lädja by i Bergs socken, Kronobergs län. Hon utvecklade en djup vänskap med Elin Wägner, med vilken hon delade många intressen, bland annat naturbruk, fredsaktivism och kvinnors historia. De var båda verksamma i Bergs socken, där de var bosatta och Flory satt bland annat i kommunalfullmäktige 1943–1946.

## Fredsarbete
Med hjälp av ett arv startade Flory Gate år 1982 en stipendiefond, Flory Gates stiftelse Fred med jorden. Stiftelsen utser sedan 1984 ett antal stipendiater, som alla verkar inom ekologiskt lantbruk.

## Galleri

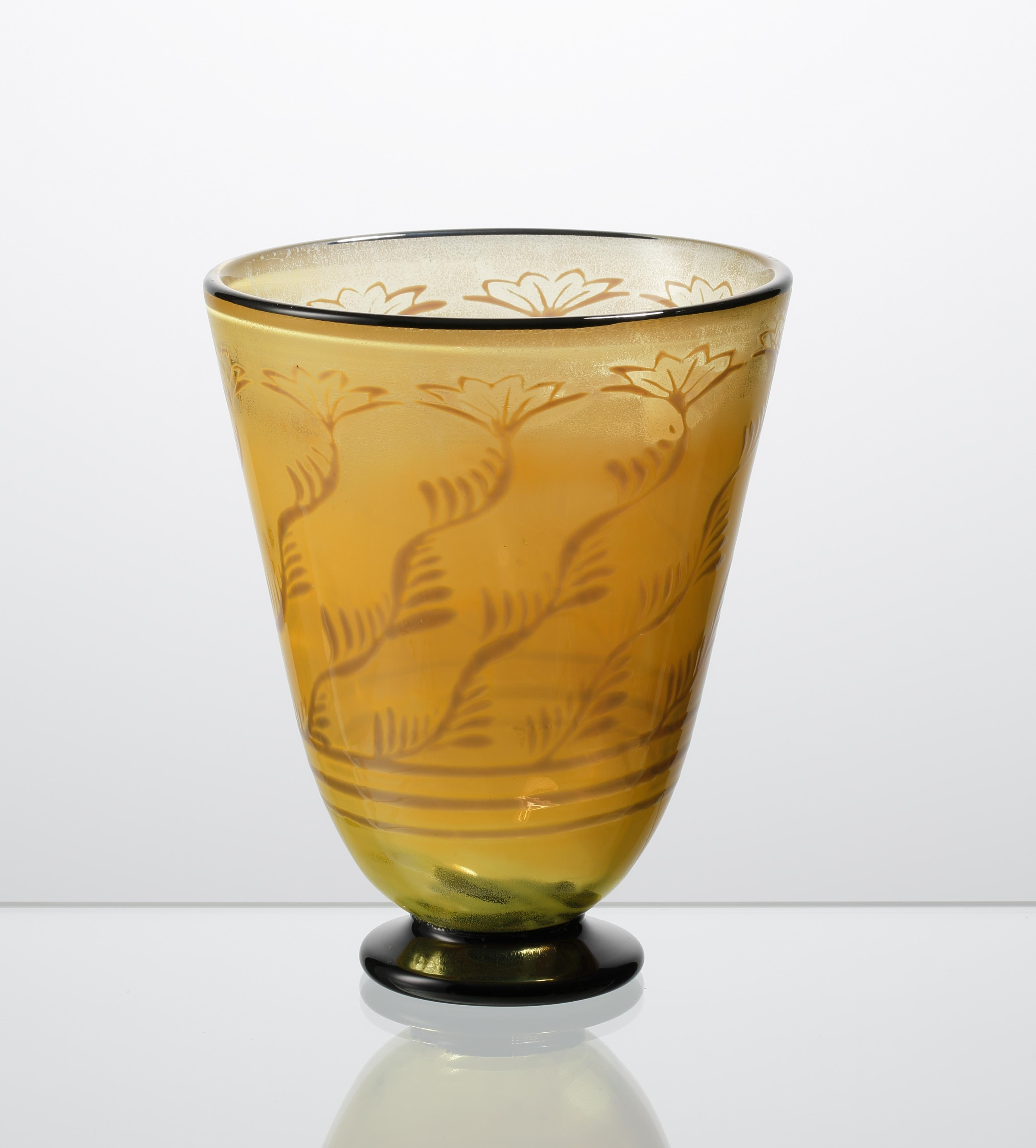
Graalvas formgiven av Flory Gate, hyttarbete Gustaf Bergqvist, 1930.
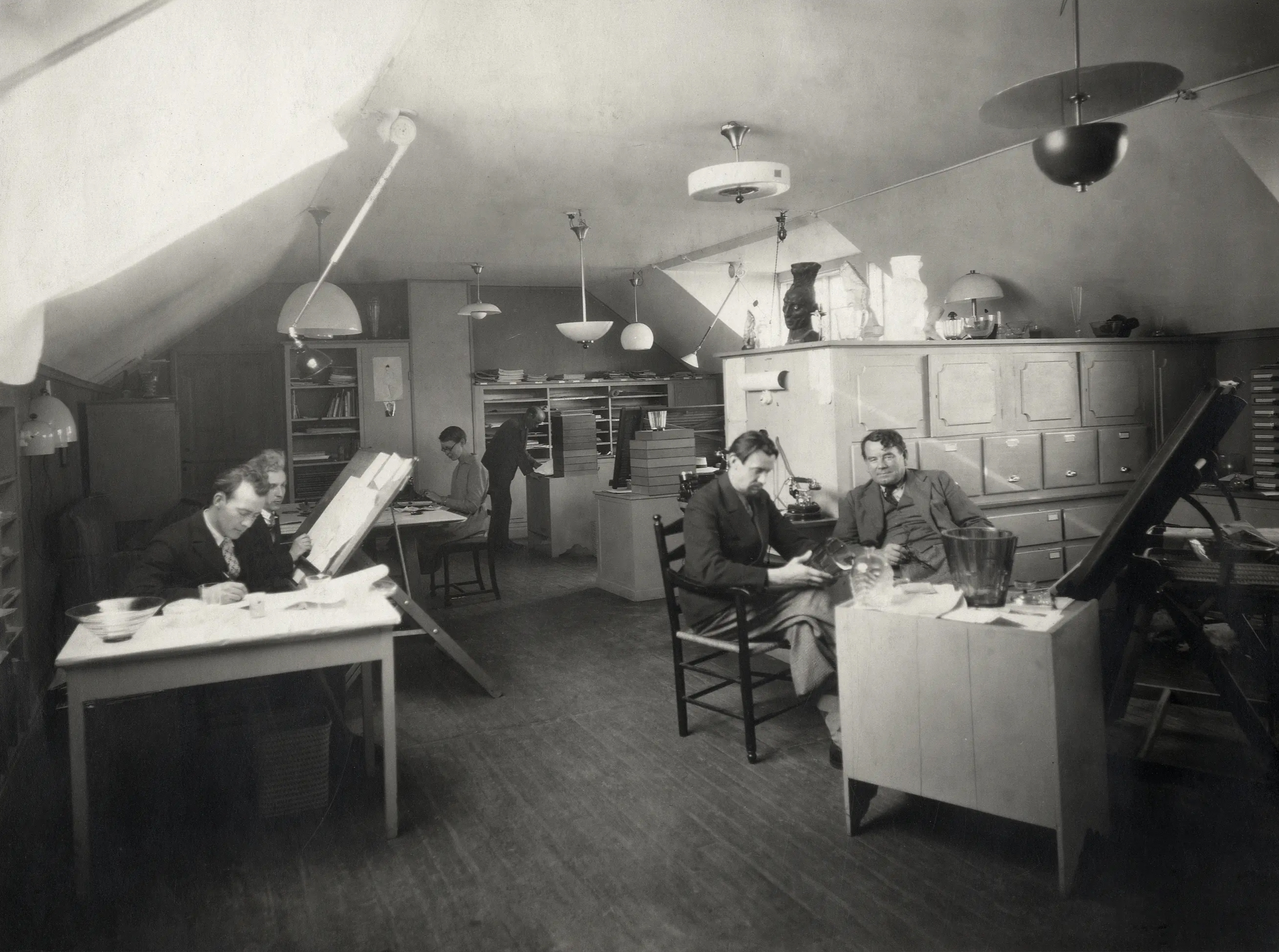
Interiör från ritkontoret på Orrefors glasbruk. Från vänster syns: John Selbing, Nils Landberg, Flory Gate, okänd, Vicke Lindstrand och Simon Gate, ca 1935.